# 烏爾米鄉 (久爾久縣)
44°29′N 25°47′E / 44.483°N 25.783°E
烏爾米鄉（羅馬尼亞語：Comuna Ulmi, Giurgiu），是羅馬尼亞的鄉份，位於該國南部，由久爾久縣負責管轄，面積43平方公里，海拔高度109米，2007年人口7,515，人口密度每平方公里175人。